# Болгарська фондова біржа
Болгарська фондова біржа — Софія (болг. Българска фондова борса — София, скорочено BSE — Софія) — біржа, що працює в Софії, столиці Болгарії .
Біржа була заснована як Перша болгарська фондова біржа 10 жовтня 1991 року.

## Історія
Софійська фондова біржа, створена царським указом, припинила свою діяльність після Другої світової війни, коли Болгарія стала комуністичною державою.
У січні 2011 року біржа (символ акції: BSO) офіційно мала право брати участь у звичайних торгах на ринку.
Станом на листопад 2011 року загальна ринкова капіталізація Болгарської фондової біржі становить близько 8,5 млрд дол.
Біржа проводить передринкові сесії з 9:00 до 9:20 ранку, звичайні торгові сесії з 9:20 до 13:45 і післяринкові сесії з 1:45 до 16:00 у всі дні тиждень, окрім суботи, неділі та свят, оголошених біржею заздалегідь.

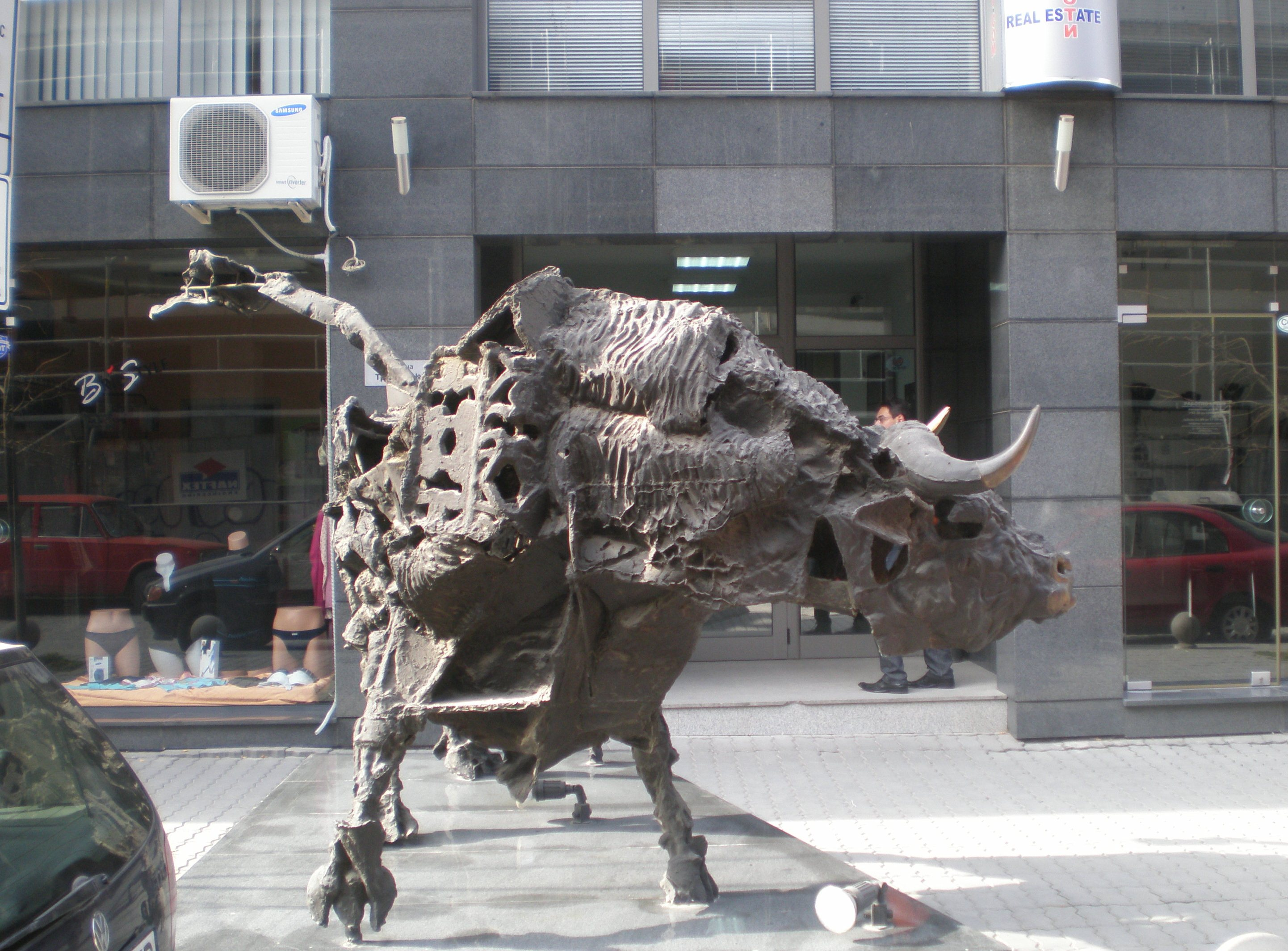
Бик перед Болгарською фондовою біржею

Болгарська фондова біржа публікує такі показники:
- SOFIX
- BG40
- BGTR30
- BGREIT

Станом на травень 2010 року Болгарська фондова біржа на 44 % належить уряду Болгарії, який шукає потенційних світових інвесторів, серед яких — Франкфуртська фондова біржа, Афінська фондова біржа, OMX та Празька фондова біржа.
Болгарська фондова біржа є членом Федерації євро-азійських фондових бірж .